# Chloumek (Mírová pod Kozákovem)
Chloumek (podještědským nářečím Chlomek) je malá vesnice, část obce Mírová pod Kozákovem v okrese Semily. Nachází se asi dva kilometry západně od Mírové pod Kozákovem.
Chloumek leží v katastrálním území Bělá u Turnova o výměře 6,38 km².

## Historie
První písemná zmínka o vesnici pochází z roku 1543.

## Osobnosti
- Narodil se zde Josef Dědeček (1843-1915), učitel a botanik.

## Další fotografie

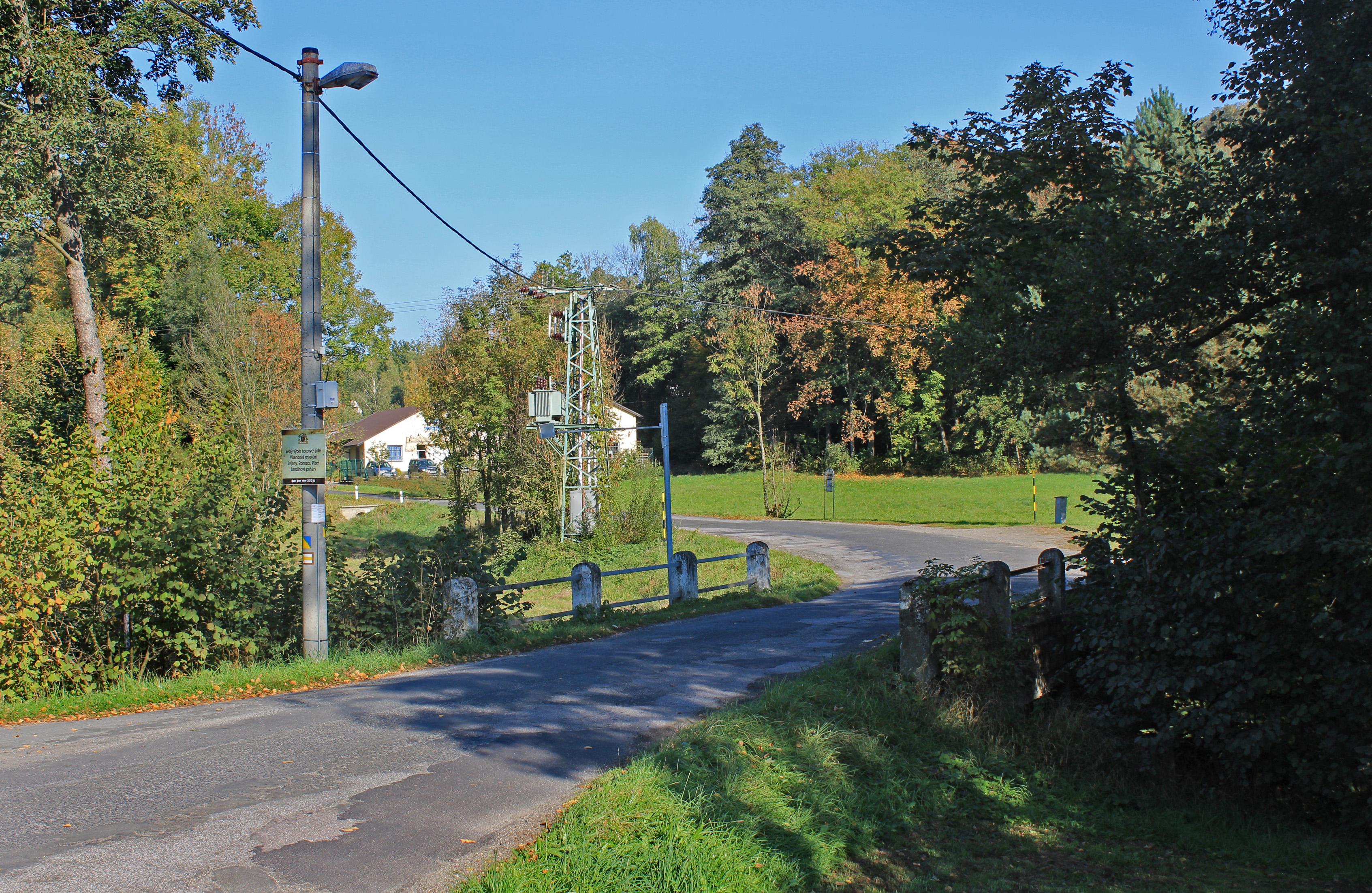
Most přes říčku Stebenku
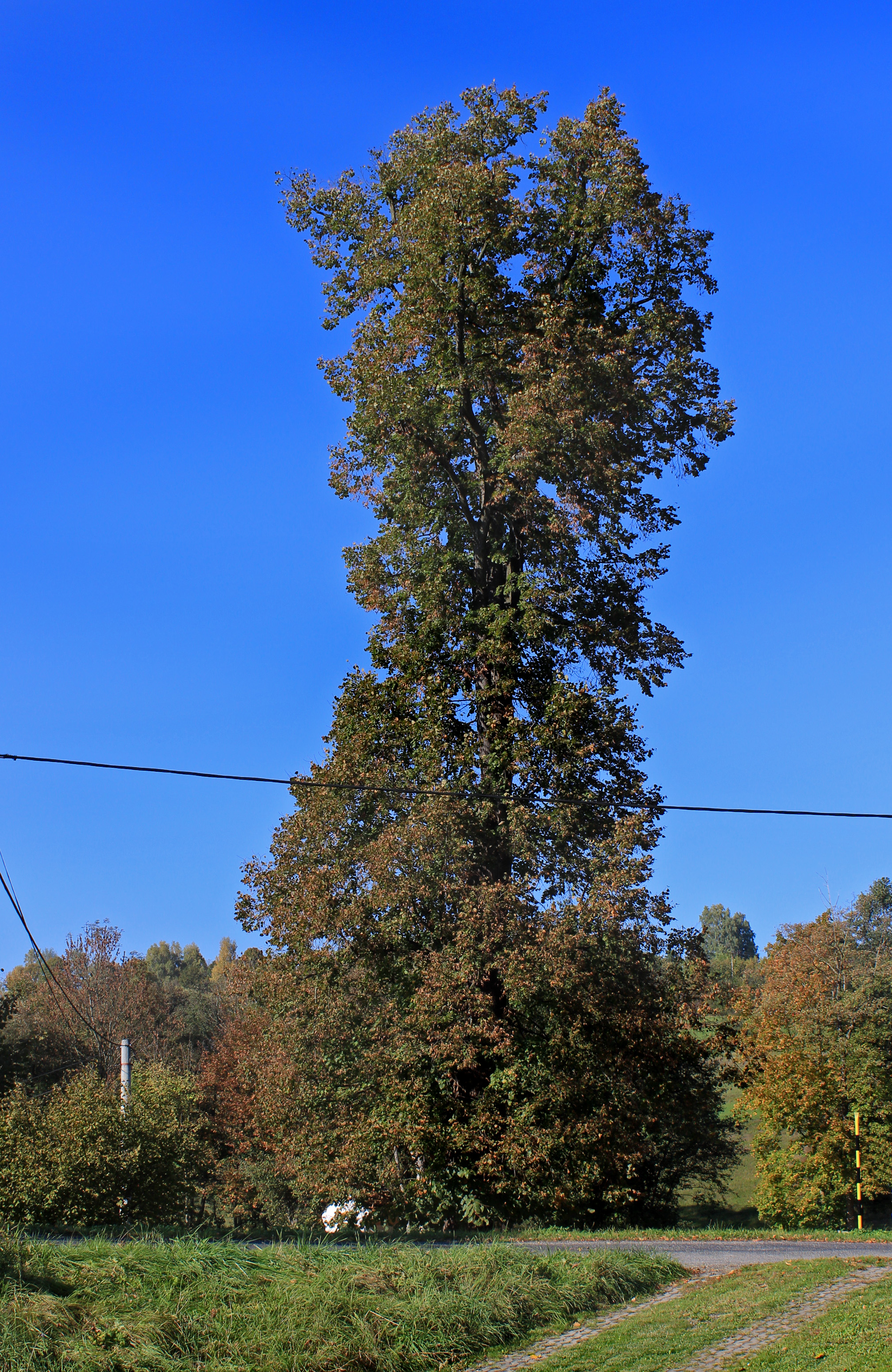
Lípa v dolní části Chloumku
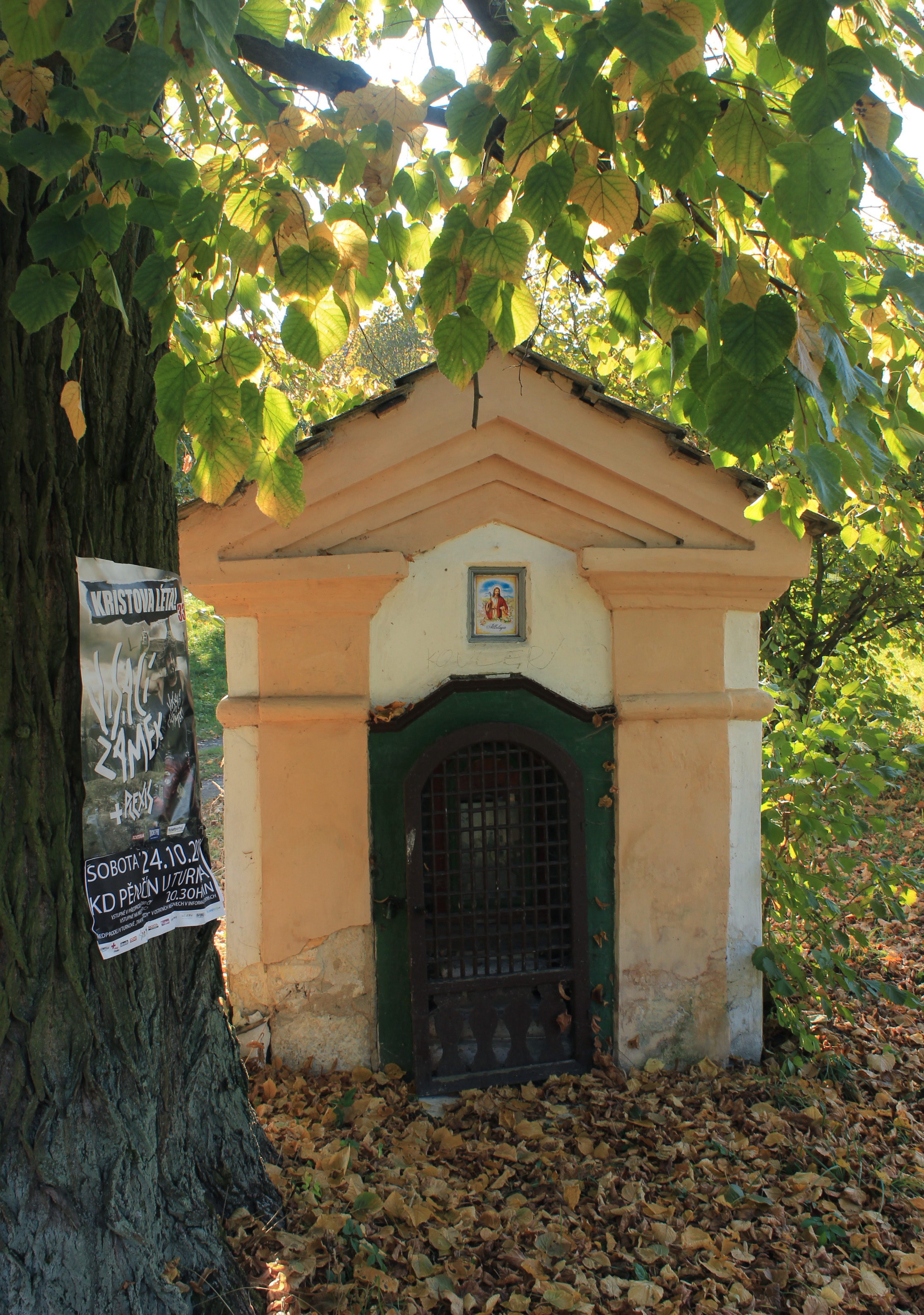
Kaple pod lípou